# Reticolo tetragonale semplice

Rappresentazione della cella ST

Il reticolo tetragonale semplice (o reticolo ST) è uno dei 14 reticoli di Bravais, appartenente al sistema tetragonale.